# علي عون
علي عون، من مواليد 6 مايو 1946 في تيماسين بولاية تقرت بالجزائر، سياسي جزائري، شغل منصب الرئيس المدير العام لمجموعة صيدال الصيدلانية لمدة 12 عامًا.
يشغل حاليًا منصب وزير الصناعة والإنتاج الدوائي منذ 18 مارس 2023.

## سيرة شخصية

### الشباب والتدريب
بعد حصوله على شهادة الهندسة في الكيمياء الصناعية من معهد سان لوك مونس في بلجيكا عام 1972، بدأ علي عون مسيرته المهنية في الصناعة الكيميائية في الجزائر.